# Озимек
Озимек (пољ. Ozimek) град је у Пољској у Војводству опољском. По подацима из 2012. године број становника у месту је био 9283.

## Становништво
| 2012. |
| ----- |
| 9.283 |